# Убберген
Убберген (нід. Ubbergen, нід. вимова: [ʏˈbɛrɣə(n)] ( прослухати)) — село в нідерландській провінції Гелдерланд. Входить до муніципалітету Берг-ен-Дал.
До 2015 року мало статус окремого муніципалітету.

## Галерея

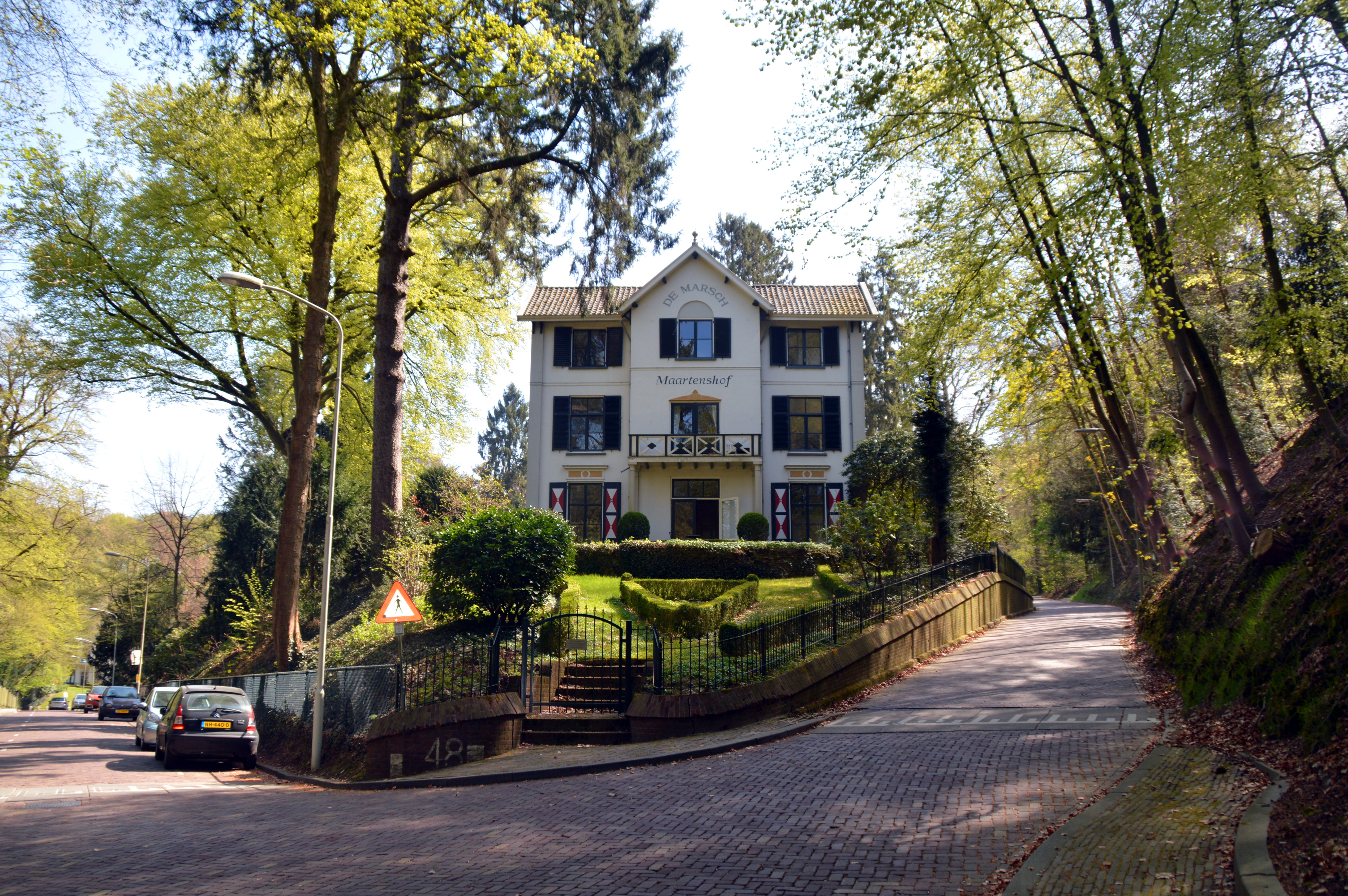
Вілла
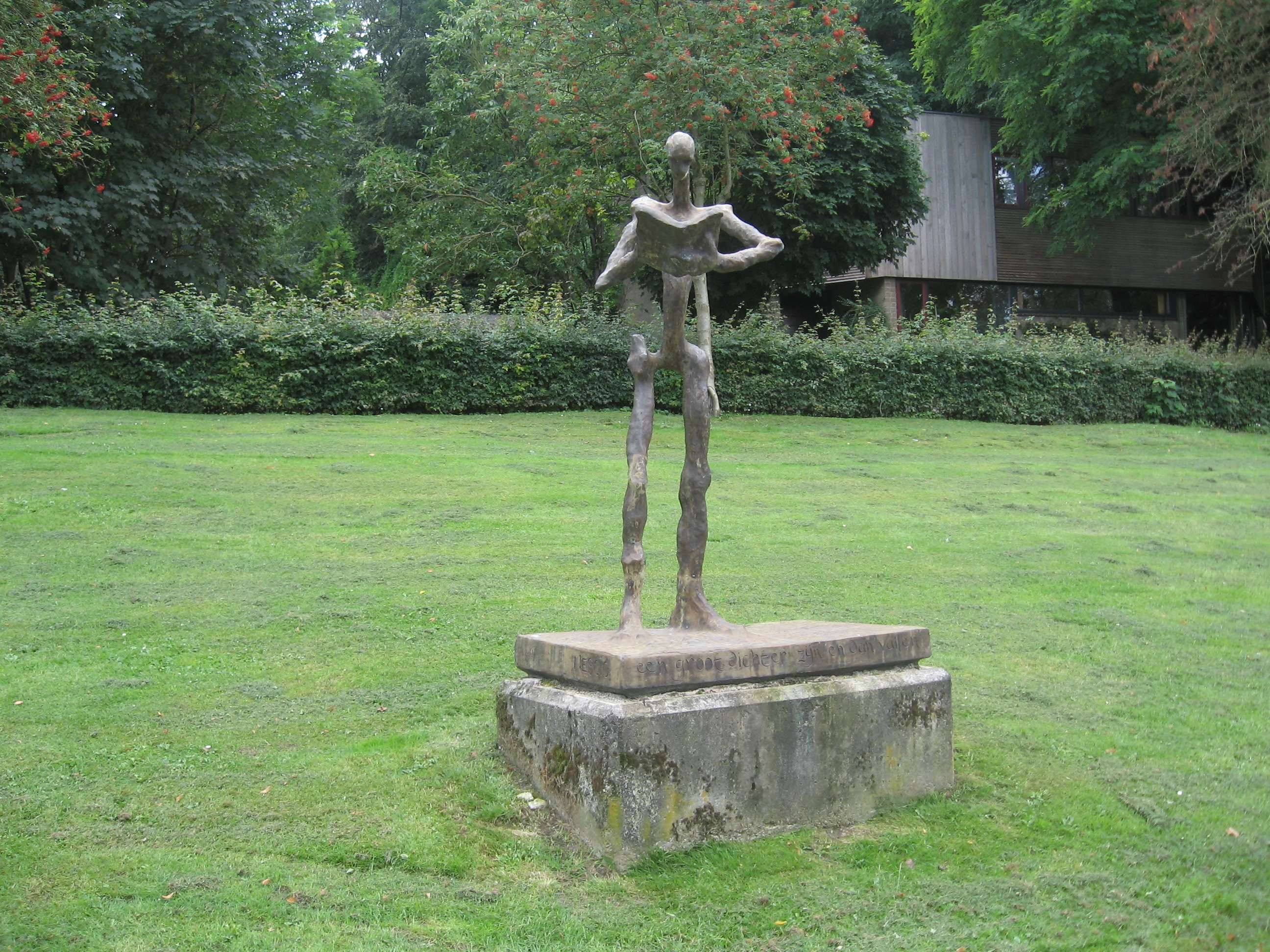
Пам'ятник письменнику Nescio (1991)
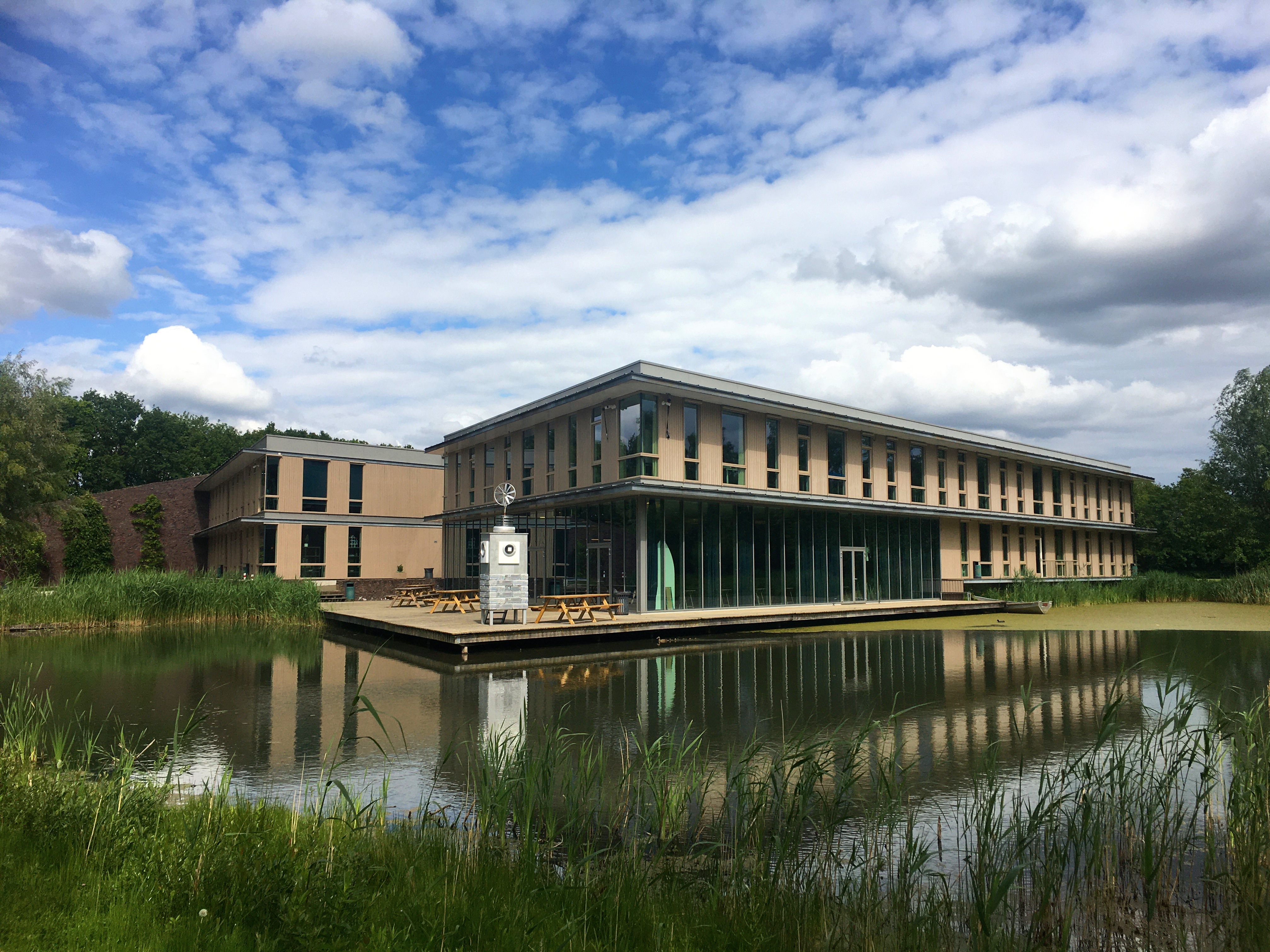
Приміщення школи
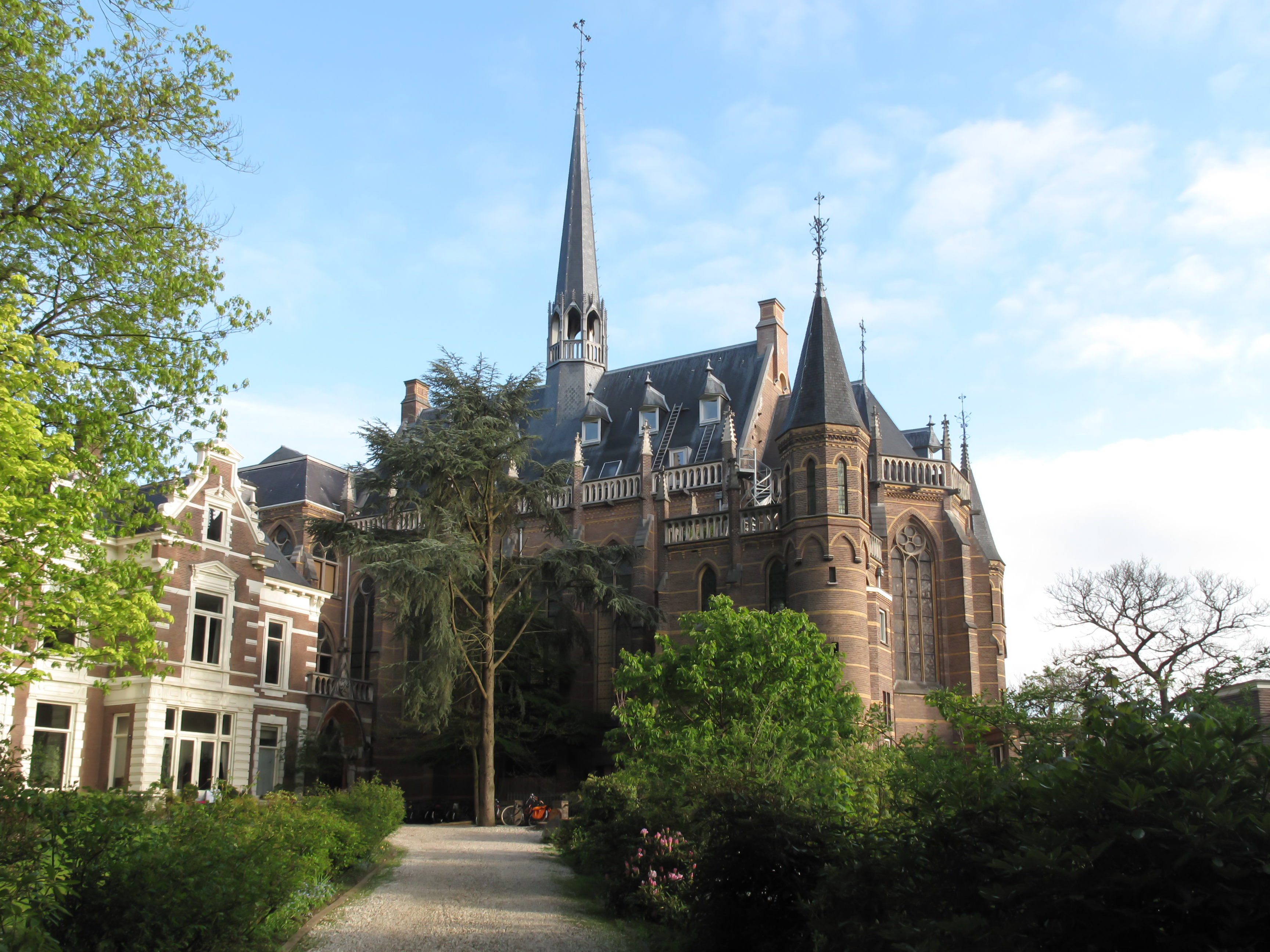
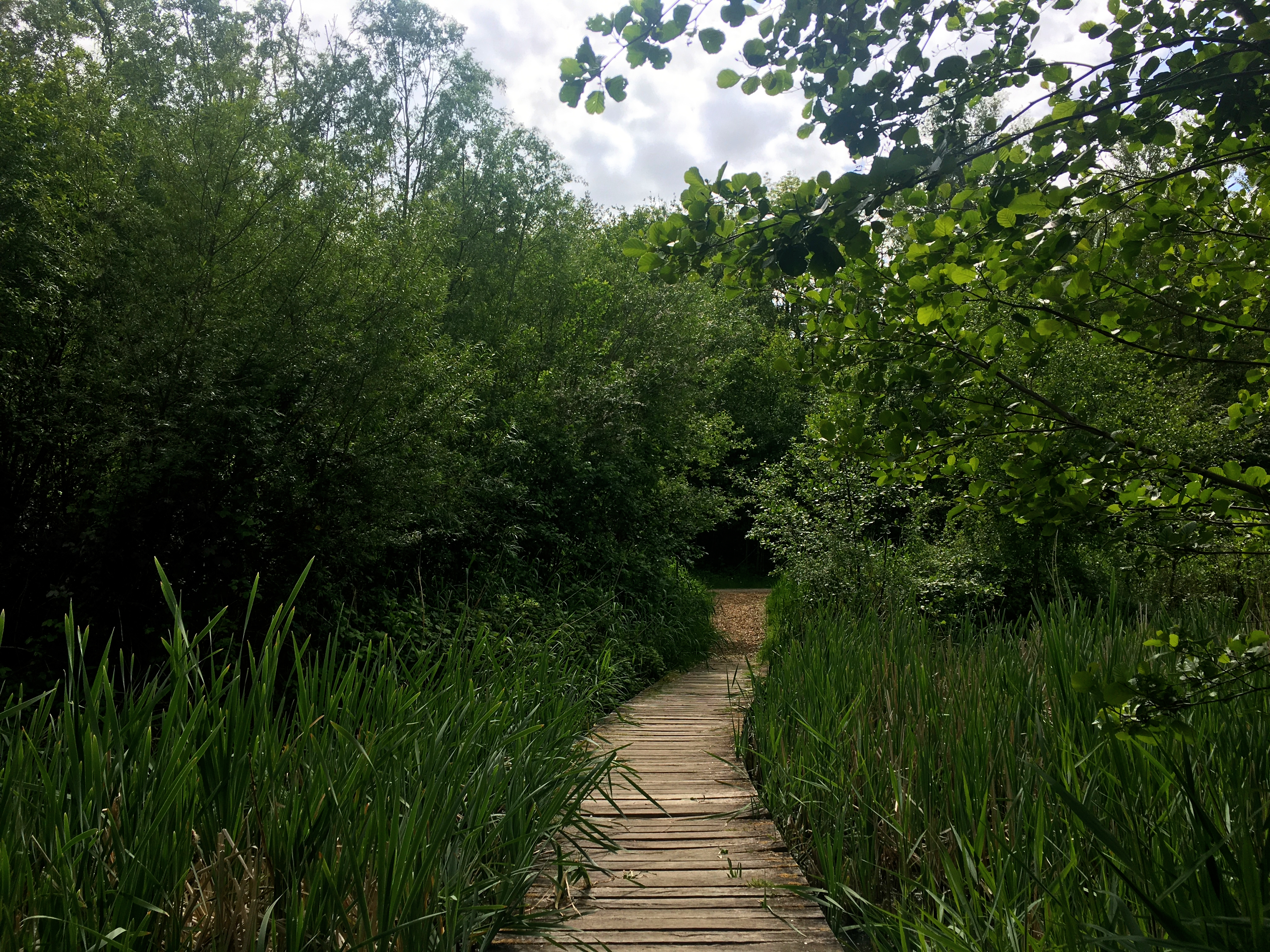